# Al Lindley
Alfred Damon Lindley, detto Al (Minneapolis, 20 gennaio 1904 – Paxton, 22 febbraio 1951), è stato un canottiere statunitense.

## Palmarès

### Olimpiadi
- 1 medaglia:
  - 1 oro (Parigi 1924 nell'otto)